# 桜色 (Chicago Poodleの曲)
「桜色」（さくらいろ）は、Chicago Poodleのメジャー5枚目のシングル（通算8枚目）。

## 内容
朝日放送『家族レッスン』、テレビ金沢『となりのテレ金ちゃん』および読売テレビ『キューン!』3月度エンディング・テーマ。カップリング「GET UP!〜不屈のファイティングマン〜」はスカイ・エー『猛虎キャンプリポート2011』テーマソング。初回盤のみ表題曲のプロモーションビデオを収録したDVD付き。関西限定CMでは桜 稲垣早希が出演している。
「桜色」のプロモーションビデオの撮影は、2010年4月に福井県越前市立味真野小学校で行われ、同校の生徒たちも撮影に参加した。2011年3月24日には、同校の卒業式でサプライズライブを行い、「桜色」「ODYSSEY」を演奏した。

## 収録曲

### 初回盤
1. 桜色
作詞：山口教仁　作曲：花沢耕太　編曲：岩倉さとし・Chicago Poodle
2. GET UP!〜不屈のファイティングマン〜
作詞：辻本健司　作曲：花沢耕太　編曲：岩倉さとし・Chicago Poodle

### 通常版
1. 桜色
2. GET UP!〜不屈のファイティングマン〜
3. Englishman in New York - 原曲：STING